# Pico Toneo
El pico Toneo es una montaña de 2091 metros de altitud ubicada en el sector central de la cordillera Cantábrica. Se sitúa en un punto donde convergen los límites administrativos del concejo asturiano de Aller y de los municipios leoneses de Puebla de Lillo, al este, y de Valdelugueros, al oeste.

## Rutas de acceso
Desde León, la ruta de montañismo más frecuente para llegar al pico Toneo parte de la estación de esquí de San Isidro, a través del valle de Cebolledo. 
Desde Asturias, la ruta de acceso habitual arranca en el puerto de San Isidro.